# إيهاب جلال
إيهاب جلال (14 أغسطس 1967 - 11 سبتمبر 2024)، هو لاعب ومدرب كرة قدم مصري سابق، وكان مدربًا لمنتخب مصر.
لعب في مسيرته لأندية الأهلي والشمس والإسماعيلي والمصري والقناة، ونادي المصري، ومدير فني لنادي بيراميدز  ومدير فني لمنتخب مصر الأول لكرة القدم لمدة وجيزة ويحسب له أنه نجح في قيادة فريق مصر للمقاصة للتأهل لدوري أبطال أفريقيا لأول مرة في تاريخه.

## مسيرته التدريبية

### عمله كمدرب
كانت بداية حياته كمدرب في السلك الإداري مع فريق النادي المصري، كما أنه شغل منصب مدير الكرة مرتين بالإضافة إلى شغله مع فريق نادي الإسماعيلي.

### مدير فني لأندية صغيرة
ثم قرر أن يغير وجهته في موسم 2009–2010 لمقعد المدير الفني حيث كانت البداية الفنية كانت من كهرباء الإسماعيلية في دوري الدرجة الثالثة كما أنه اعتبرها من أهم المحطات في حياته فبعدها قرر الاستمرار كمدير فني.
كما أنه اشتغل مع فريق نادي الحمام مرتين وكذلك مع بلدية المحلة وكفر الشيخ مرتين وأيضًا مع تيلفونات بني سويف.

### مدير فني لمصر المقاصة
في يوليو 2014 تم تعيينه مديرًا فنيًّا لنادي مصر للمقاصة ، وفي الموسم الثالث له مع الفريق حقق نتائج طيبة مع الفريق وأصبح وصيف الدوري، وتأهل الفريق لدوري أبطال أفريقيا لأول مرة في تاريخه، ولكن في أغسطس 2017 ترك تدريب الفريق ؛ بسبب تفريط إدارة نادي المقاصة في لاعبي الفريق، بجانب عدم التعاقد مع لاعبين على نفس المستوى.

### مدير فني لنادي إنبي
وفي 15 أكتوبر 2017 تم تعيينه مديرًا فنيًّا لنادي إنبي لمدة موسمين اعتبارًا من الموسم الجاري، بعد اعتذار طارق العشري عن استكمال مهمته مع الفريق بعد أن تواصل مع إدارة النادي ليبلغهم أنه لن يستطيع استكمال مهمته ووافقوا على اعتذار المدرب بسبب تراجع نتائج الفريق ؛ إذ لم يحقق الفريق أي فوز في مباريات الدوري العام منذ انطلاقه.

### مدير فني لنادي الزمالك
وفي 7 يناير 2018 تم تعينه مديراً فنيا لنادي الزمالك لمدة موسم ونصف وذلك بعد دفع الشروط الجزائية الخاصة بناديه السابق نادي إنبي.

## إحصائياته كمدرب

### مع مصر للمقاصة
| مباريات | فوز | تعادل | هزيمة | أهداف له | أهداف عليه | نسبة النجاح |
| ------- | --- | ----- | ----- | -------- | ---------- | ----------- |
| 104     | 51  | 26    | 27    | 160      | 119        | 49%         |

#### مع الزمالك حتى 12/4/2018
| مباريات | فوز | تعادل | هزيمة | أهداف له | أهداف عليه | نسبة النجاح |
| ------- | --- | ----- | ----- | -------- | ---------- | ----------- |
| 17      | 9   | 2     | 6     | 23       | 18         | 58.8%       |

## وفاته
توفي يوم الأربعاء 11 سبتمبر 2024 بعد صراع مع المرض حيث تعرض لوعكة صحية قبل أيام من وفاته.